# General Electric LM6000
La General Electric LM6000 è una turbina a gas di derivata dal turbofan CF6-80C2 prodotta dalla General Electric. Il progetto è stato modificato per permetterne l'utilizzo in ambiente marino e industriale.

## Applicazioni
Sono state installate oltre 1000 LM6000 con oltre 21 milioni ore di funzionamento. Le applicazioni includono l'utilizzo in cicli combinati, nella produzione di energia elettrica o come motore in ambito marino e industriale.
Utenti tipici:
- Ospedali
- Aeroporti
- Cartiere, cementifici e miniere
- Gasdotti, raffinerie, produzione di gas
- Traghetti veloci e Navi da Crociera